# 2005年第十号热带低气压
第十號熱帶低氣壓（英語：Tropical Depression Ten）是創紀錄的2005年大西洋颶風季的第十場熱帶氣旋。8月8日，它起源於非洲西岸湧現的一股东风波，並在8月13日形成。由於強烈的風切變，低氣壓的強度仍然很弱，並沒有增強至超過熱帶低氣壓的標準。氣旋在8月14日消散，但是它的殘留部分促成了第十二號熱帶低氣壓的形成，最終增強成颶風卡特里娜。因此，第十號通常被稱為“卡特里娜的前身”。氣旋對陸地沒有影響，並沒有直接導致任何死亡或損害。

## 氣象歷史
8月8日，一股东风波從非洲西岸湧現並進入大西洋。低氣壓向西移動，在8月11日開始出現對流組織的跡象。系統繼續發展，據估計，第十號熱帶低氣壓在8月13日中午12時形成。當時，它位於巴巴多斯以東約2600公里。形成後，低氣壓包含一片大範圍的雷暴活動，具有彎曲的帶狀特徵和擴大的流出。然而，環境狀況預計很快就會變得不利。低氣壓向西飄忽不定和緩慢地移動，风切变抑制任何明顯的增強。8月13日晚上，它“開始看起來像初級的艾琳，因為它在其他有利上層流出模式之下，經歷西南氣流的中等風切變”。風切變預計在48小時內減弱，促使一些預測模型表明低氣壓最終將會達到颶風標準。
8月14日早上，風切變已經大幅擾亂了風暴，令低層環流中心暴露在對流區域，這也使其結構變差。蜿蜒曲折地移動後，風暴開始向西移動。預測員預計風暴將會恢復其西北路徑，因為預計百慕大以南部的高氣壓將會減弱，並預計另一個高氣壓將會在亞速爾群島西南方形成。8月14日下午6時，強烈的風切變進一步令風暴減弱，而它不再符合熱帶氣旋的標準。它退化成殘留低氣壓，國家颶風中心也發布了關於該氣旋的最後公告。殘留低氣壓繼續向西移動，它偶爾會產生爆發性的對流活動，最終在8月18日消散。
8月23日晚上9時，第十二號熱帶低氣壓在巴哈馬東南部形成，其中一部分來自第十號熱帶低氣壓的殘留。雖然大西洋熱帶低氣壓編號的一般標準是當低氣壓再生時，保留原有的編號，但衛星圖像表明，第二股在波多黎各以北的東風波與第十號熱帶低氣壓結合，形成一個新的、更複雜的天氣系統，然後被命名為熱帶低氣壓十二號。在颶風季後重新分析，發現第十號熱帶低氣壓的低層環流已經完全分離和消散；只剩下中層環流繼續存在並與第二股東風波合併。因此，該低氣壓不符合維持相同名稱和身份的標準。第十二號熱帶低氣壓後來成為飓风卡特里娜。

## 影響
由於第十號熱帶低氣壓從未以熱帶氣旋形式靠近陸地，因此沒有為任何陸地發出熱帶氣旋警告。沒有任何影響、損失或死亡的報告，也沒有船隻報告與低氣壓有關的熱帶風暴風力的強風。系統沒有達到熱帶風暴的標準；因此，它沒有被國家颶風中心命名。這場風暴部分地促成了颶風卡特里娜的形成，卡特里娜成為萨菲尔-辛普森飓风等级的五級颶風，並在路易斯安那州登陸，造成災難性的損害。卡特里娜是美國歷史上造成損失最大，以及五個導致死亡人數最多的颶風之一。

## 外部連結
- 第十號熱帶低氣壓的熱帶氣旋報告
- 第十號熱帶低氣壓的公告存檔（页面存档备份，存于）

| A  | B | C | D  | E  | F  | G  | H  | I  | 10 | J |            |  |   |            |
|    |   |   |    |    |    |    |    |    |    |   |            |  |   |            |
| K  | L | M | N  | O  | P  | R  | 19 | S  | 0  | T |            |  |   |            |
|    |   |   |    |    |    |    |    |    |    |   |            |  |   |            |
| 22 | V | W | Αα | Ββ | Γγ | Δδ | Εε | Ζζ |    | 5 | K （历史） |  | 5 | W （历史） |

| 萨菲尔-辛普森飓风风力等级 |    |    |    |    |    |    |
| TD                        | TS | C1 | C2 | C3 | C4 | C5 |